# 颜珍珠
颜珍珠（1915年—1995年），湖南茶陵人，中华民国军事将领，画家。
先后毕业于中央军官学校第十五期步科和陆军大学参谋班第六期. 1940-1949年任第七十八军参谋、连长、昆明陆军总司令部参谋处参谋、七十四军参谋、团作战部主任、营长、团参谋主任等。在台湾任团长、师长、陆军作战发展司令部副参谋长、第二军少将副军长、陆军特种作战司令部参谋长和第二军中将军长等职。20世纪80年代末，退役赴美国，致力于中国画创作，成为有名的画家。